# Nutrient
Un nutrient este o substanță chimică utilizată de către organismele vii pentru supraviețuire, creștere și reproducere. Necesarul de nutrienți este specific fiecărei specii și se aplică animalelor, plantelor, fungilor și protistelor. Nutrienții pot fi încorporați în celule, pentru satisfacerea unor nevoi metabolice, sau pot fi excretate de către celule cu scopul de a se obține structuri precum părul, solzii, penele sau exoscheletul. Unii nutrienții sunt transformați în molecule mai mici, cu scopul obținerii energiei, precum sunt carbohidrații, lipidele și proteinele, sau pot fi transformați în produși de fermentație (etanolul și acidul acetic), obținându-se apă și dioxid de carbon.

## Esențialitate

### Esențial
Un nutrient esențial este un nutrient necesar pentru funcția fiziologică normală care nu poate fi sintetizat în organism – nici deloc, nici în cantități suficiente,  prin urmare trebuie obținut dintr-o sursă alimentară. În afară de apă, care este universal necesară pentru menținerea homeostaziei la mamifere, nutrienții esențiali sunt indispensabili pentru diferite procese metabolice celulare și pentru întreținerea și funcționarea țesuturilor și organelor. În cazul oamenilor, există nouă aminoacizi, doi acizi grași, treisprezece vitamine și cincisprezece minerale care sunt considerate nutrienți esențiali. În plus, există mai multe molecule care sunt considerate nutrienți esențiali condiționat, deoarece sunt indispensabile în anumite stări de dezvoltare și patologice.